# Quatrième bataille de l'Isonzo
Première Guerre mondiale
Batailles
- Première bataille
- Deuxième bataille
- Troisième bataille
- Quatrième bataille
- Cinquième bataille
- Sixième bataille
- Septième bataille
- Huitième bataille
- Neuvième bataille
- Dixième bataille
- Onzième bataille
- Douzième bataille

La quatrième bataille de l'Isonzo a eu lieu du 10 novembre au 2 décembre 1915. C'est une bataille du front occidental durant la Première Guerre mondiale.
Les Italiens et les Austro-Hongrois entament la quatrième bataille sur les rives de l'Isonzo. 
L'offensive italienne débute par un barrage d'artillerie intense de quatre heures. Bien qu'ils attaquent en force, l'avancée des Italiens est limitée et ils doivent se résoudre à pilonner l'un de leurs objectifs stratégiques, Gorizia, le 18. 
Les combats s'achèvent le 2 décembre, alors que les Italiens ont gagné peu de terrain. 
Encore une fois, le bilan des deux côtés est lourd : 49 500 pertes humaines pour les Italiens et 32 100 pour les Austro-Hongrois.